# Ndoyong
Ndoyong (ou Ndayang, Ndoyo) est un village de la commune de Meiganga situé dans la région de l'Adamaoua et le département du Mbéré au Cameroun, à la frontière avec la République centrafricaine.

## Population
En 1967, Ndoyong comptait 113 habitants, principalement Gbaya.
Lors du recensement de 2005, 334 personnes y ont été dénombrées.